# Alfamén
Alfamén es un municipio y localidad española de la provincia de Zaragoza, en la comunidad autónoma de Aragón. El término municipal, ubicado en la comarca del Campo de Cariñena, tiene una población de 1494 habitantes (INE 2024).

## Toponimia
Algunos investigadores identifican Alfamén con la voz AL-HAMMAM, con dos emes en la segunda sílaba, que significa baño o fuente termal. Pero a esta acepción se le pueden hacer dos objeciones. La primera es que no existen fuentes termales en Alfamén, por lo que el topónimo pierde sentido semántico. En segundo lugar, la voz AL-HAMMAM da en castellano Alhama, tanto en Andalucía y Murcia como en Aragón, las tres Alhamas, todas ellas con balnearios.
Juan A. Souto dice que Alfamén es un lugar, Fahs al-Hamam "el Llano de las Palomas", que menciona al-'Udri al describir el itinerario de Córdoba a Zaragoza. Al-'Udri no coloca la sadda sobre laa mim (eme), lo que permite leer tanto baño como palomas (El poblamiento del término de Zaragoza -ss VIII-IX-). Así pues, parece más conveniente identificar Alfamén con AL-HAMÁM, con una sola eme en la segunda sílaba, que en árabe suena parecido a Alhamén, que en aragonés deriva en Alfamén

## Geografía
El municipio tiene un área de 102,25 km². El gentilicio es alfamenense.

## Historia
A mediados del siglo XIX, el lugar tenía contabilizada una población de 245 habitantes. Aparece descrito en el primer volumen del Diccionario geográfico-estadístico-histórico de España y sus posesiones de Ultramar de Pascual Madoz de la siguiente manera:

ALFAMEN: l. con ayunt. de la prov., aud. terr., c. g., y dióc. de Zaragoza (8 leg.): part. jud. y adm. de rent. de Almunia (2): sit. en una estensa llanura donde lo combaten libremente todos los vientos, y con particularidad los del N.: disfruta de cielo alegre, despejada atmósfera, de un horizonte dilatadísimo, y de clima tan saludable, que no se conoce por lo general otra clase de dolencias que los dolores de costado. Tiene 102 casas, distribuidas en varias calles y plazas, una rosada pública, una carniceria, y una escuela de primeras letras pagada de los fondos del comun, á la que asisten de 30 á 40 niños. Hasta hace seis años habia una fáb. de vidrio ordinario que ocupaba de 8 á 12 operarios; pero se halla en tan mal estado que no es probable vuelva á reponerse. Tiene tambien una igl. parr. bajo la advocacion de la Purísima, servida por un cura y un sacristan: el curato es de 2.º ascenso, y su provision corresponde á S. M. ó el ordinario segun los meses en que vaca. Fuera del pueblo, casi tocando con las paredes del mismo, hay dos balsas abundantes que sirven para abrevar las bestias y ganados, pues para el consumo y usos domésticos del vecindario se surten de varios pozos que dan agua de la mejor calidad. El cementerio esta también fuera de la pobl. y en parage ventilado, donde no puede causar daño a la salud de sus hab. Confina el térm. por el N. con el de Epila, por el E. con el de Chuel, por el S. con el de Longares, y por el O. con el de Almonacid de la Sierra, estendiéndose 3/4 de hora en direccion de los 3 primeros puntos y 1/2 hora en la del último. El terreno es de buena calidad en general; y aunque por él no corre r. ni arroyo alguno, se proporcionan agua necesaria para regar sobre 300 yugadas de las tierras mas escogidas, con las que compran en Cosuenda y Aguaron, pagando 24 rs. vn. a cada pueblo. Tambien carece de monte arbolado; pero en cambio posee deh. de finas yerbas de pasto: su estension de 17,900 yugadas. Los caminos que cruzan por el térm. son locales, escepto el que desde Valencia conduce á Navarra, y el del bajo Aragon á las Castillas. Prod. trigo, cebada, centeno, avena y vino, y cria ganado lanar y cabrio. Pobl. 73 vec.: 245 alm.: cap. prod. 546,320 rs.: cap. imp. 36.600 rs.: contr. 8,242 rs. 20 mrs. vn.
(Madoz, 1845, p. 532)

## Demografía
Alfamén cuenta con una población de 1494 habitantes (INE 2024).
| Gráfica de evolución demográfica de Alfamén entre 1842 y 2021                                                       |
| |
| Población de derecho según los censos de población del INE Población de hecho según los censos de población del INE |

| Nacionalidad | Hombres | Mujeres | Total | %      | Proporción |
| ------------ | ------- | ------- | ----- | ------ | ---------- |
| Española     | 518     | 485     | 1003  | 67.9 % |            |
| Extranjera   | 246     | 228     | 474   | 32.0 % |            |

## Administración y política
| Período   | Alcalde                   | Partido |  |
| --------- | ------------------------- | ------- |  |
| 1979-1983 | Manuel Arnal Monreal      | PSOE    |  |
| 1983-1987 | Manuel Arnal Monreal      | PSOE    |  |
| 1987-1991 | Manuel Arnal Monreal      | PSOE    |  |
| 1991-1995 | Francisco Pérez Martínez  | PSOE    |  |
| 1995-1999 | Francisco Pérez Martínez  | PSOE    |  |
| 1999-2003 | Francisco Pérez Martínez  | PSOE    |  |
| 2003-2007 | Francisco Pérez Martínez  | PSOE    |  |
| 2007-2011 | Francisco Pérez Martínez  | PSOE    |  |
| 2011-2015 | Alejandro Jesús Gil Arnal | PAR     |  |
| 2015-2019 | Alejandro Jesús Gil Arnal | PAR     |  |
| 2019-2023 | Juan José Redondo Aínsa   | PSOE    |  |
| 2023-     | Juan José Redondo Aínsa   | PSOE    |  |

| Partido político    | Partido político                                   | 2003   | 2007   | 2011   | 2015   | 2019   | 2023   |
| Partido político    | Partido político                                   | Ediles | Ediles | Ediles | Ediles | Ediles | Ediles |
|                     | Partido Aragonés (PAR)                             | 2      | 4      | 4      | 5      | —      | —      |
|                     | Partido de los Socialistas de Aragón (PSOE-Aragón) | 6      | 5      | 4      | 4      | 6      | 6      |
|                     | Partido Popular de Aragón (PP)                     | 1      | —      | 1      | —      | —      | 3      |
|                     | Somos Alfamén                                      | —      | —      | —      | —      | 3      | —      |
| Total de concejales | Total de concejales                                | 9      | 9      | 9      | 9      | 9      | 9      |

## Fiestas
San Roque es el patrón de Alfamén y se celebra el 16 de agosto. También se celebran el 15 de mayo las fiestas en honor a Isidro Labrador. Las fiestas grandes se celebran en verano y se rinde homenaje a San Roque y la Virgen de la Asunción, del 14 al 18 de agosto.